# Д’Онтов систем
Д’Онтов систем је начин расподеле посланичких места приликом вишепартијских избора. Назив је добио по свом аутору, белгијском математичару, Виктору Д’Онту.

## Расподела
Након одређивања броја гласова, за сваку листу се рачунају просеци или количници. Формула за количник је {\displaystyle {\frac {V}{s+1}}} где је
- - број гласова које је листа добила а
- - број мандата које је листа добила до сада (у почетку, 0 за све листе).

Она листа која има највећи количник добија следећи мандат, а количници се поново рачунају, узимајући у обзир до тада додељене мандате. Поступак се понавља док се не расподеле сви мандати.

## Пример
У овом примеру, осам мандата се расподељује на четири странке:
|         | Странка А | Странка Б | Странка В | Странка Г |
| ------- | --------- | --------- | --------- | --------- |
| гласова | 30.000    | 26.000    | 18.000    | 13.000    |
| место 1 | 30.000    | 26.000    | 18.000    | 13.000    |
| место 2 | 15.000    | 26.000    | 18.000    | 13.000    |
| место 3 | 15.000    | 13.000    | 18.000    | 13.000    |
| место 4 | 15.000    | 13.000    | 9.000     | 13.000    |
| место 5 | 10.000    | 13.000    | 9.000     | 13.000    |
| место 6 | 10.000    | 8.666     | 9.000     | 13.000    |
| место 7 | 10.000    | 8.666     | 9.000     | 6.500     |
| место 8 | 7.500     | 8.666     | 9.000     | 6.500     |
| мандата | 3         | 2         | 2         | 1         |
Овај систем расподеле места благо фаворизује јаке странке спрам слабијих што се види у првом и другом реду овог примера: иако Странка Б и Странка Г имају исти количник (13.000), пети мандат је припао Странци Б због тога што је она добила више гласова.

## Приближавање савршене пропорционалности
Савршена пропорционалност није увек могућа.
Пропорционални системи репрезентације апроксимирају је на различите начине који подразумијевају различите појмове диспропорционалности.
Д'Онтов систем минимизира највећи однос предности
{\displaystyle \max _{s}o_{s}={\frac {m_{s}}{g_{s}}},}
где:
{\displaystyle o_{s}} – однос предности странке {\displaystyle s},
{\displaystyle m_{s}} – удео мандата странке {\displaystyle s}, {\displaystyle m_{s}\in [0,1],\;\sum _{s}m_{s}=1},
{\displaystyle g_{s}} – удео гласа за странку {\displaystyle s}, {\displaystyle g_{s}\in [0,1],\;\sum _{s}g_{s}=1}.
Д'Онтов систем дели гласове на тачно пропорционалне и неприказане гласове, минимизирајући удео нересентираних гласова,
{\displaystyle \pi ^{*}=1-{\frac {1}{\max _{s}o_{s}}}}.

## Употреба
Д'Онтов систем се користи на парламентарним изборима земаља као што су: Аргентина, Аустрија, Белгија, Бугарска, Велс, Еквадор, Израел, Исланд, Јапан, Колумбија, Мађарска, Македонија, Парагвај, Пољска, Португал, Румунија, Словенија, Србија, Турска, Финска, Холандија, Хрватска, Црна Гора, Чешка, Чиле, Шкотска и Шпанија.